# Bluesology
Bluesology was een Britse bluesband uit de jaren 1960, waarin ook Reginald Kenneth Dwight (beter bekend als Elton John) speelde.

## Bezetting
Oprichters
- Reg Dwight (keyboards)
- Stuart Brown (gitaar)
- Rex Bishop (basgitaar)
- Mick Inkpen (drums)

Latere leden
- Mark Charig (trompet)
- Elton Dean (saxofoon)
- Neil Hubbard (gitaar)
- Caleb Quaye (gitaar)
- Bernie Holland (gitaar)

## Geschiedenis
In het zog van de Britse bluesrevivals werd Bluesology midden jaren 1960 als kwartet opgericht in Middlesex met Dwight, Brown, Bishop en Inkpen. Aanvankelijk begeleidden ze in het Verenigd Koninkrijk en Europa op tournee zijnde Amerikaanse sterren als Doris Troy, Major Lance en The Blue Belles met Patti LaBelle.
In 1966 ging Long John Baldry met de band op tournee. Op dat moment behoorden naast de oprichters ook Mark Charig, Elton Dean, Neil Hubbard en Caleb Quaye tot de band. Toen Baldry zich afwendde van de blues om popballaden op te nemen, voegde Bernie Holland zich bij de band. Als begeleidingsband van Baldry, die zich met Let the Heartaches Begin ook op de popmarkt richtte, bestond de band tot eind 1969. Reginald Dwight noemde zich later Elton John ter ere van Elton Dean en John Baldry.
De band bracht tijdens zijn bestaan maar drie singles uit: Come Back Baby en Mister Frantic als Bluesology en Since I Found You Baby als Stu Brown and Bluesology.

## Discografie

### Singles
- Come Back Baby (als Bluesology)
- Mister Frantic (als Bluesology)
- Since I Found You Baby (als Stu Brown and Bluesology)